# Paradoxism
Enligt upphovsmannen Florentin Smarandache, en matematikprofessor på deltid vid ett campus i Gallup, New Mexico tillhörigt University of New Mexico, är paradoxism ett uttryck för det "sista litterära, konstnärliga och filosofiska avantgardet i andra årtusendet". Paradoxismen förefaller ha haft ett mycket begränsat genomslag i konstvärlden och den vetenskapliga världen, och ger intryck av att vara ett försök att formulera en extrem postmodernism med starka inslag av surrealism. Ett fåtal anhängare tycks göra intensiva försök att ge sken av att paradoxismen är en större rörelse än vad den i verkligheten är, speciellt på Internet.